# Adetus consors
Adetus consors es una especie de escarabajo del género Adetus, familia Cerambycidae. Fue descrita científicamente por Bates en 1885.
Habita en Brasil, Guatemala, Panamá y Venezuela. Los machos y las hembras miden aproximadamente 7,5-9,5 mm. El período de vuelo de esta especie ocurre en los meses de abril y noviembre.